# Tim Sköld
Thim Lennart Sköld (n. 14 de diciembre de 1966; Skövde, Suecia), conocido simplemente Tim Sköld, es un multinstrumentista sueco que, además de producir canciones, trabaja en solitario y ha colaborado con varios grupos musicales, entre ellos Shotgun Messiah, KMFDM, Marilyn Manson, Motionless In White, ohGr, Doctor Midnight and the Mercy Cult y Psyclon Nine, donde tiene un proyecto musical paralelo llamado Not My God, formado en 2019 junto a Nero Bellum (líder de Psyclon Nine).

## Primeros años
Tim Sköld nació el 14 de diciembre de 1966 en Skövde, una pequeña ciudad en Västergötland, Suecia. Creció en Timmersdala, que se encuentra 21 kilómetros al noroeste. Tiene una hermana llamada Linda. Sköld creció en un ambiente muy liberal como el hijo de una madre de 15 años de edad llamada Åse y un padre tratando de salir adelante como baterista semiprofesional. 
A la edad de 12 años alquiló un bajo eléctrico y un año después ya estaba tocando y cantando en su primera banda real. Más tarde conoció al guitarrista Harry Cody en una fiesta de fin de año y se formó una sociedad creativa que duraría muchos años. El sueño de ambos era ir a Estados Unidos para ser estrellas de rock. A los 19 años, ya habiendo hecho dos años de estudio de Ingeniería de Procesos en un internado, se mudó a su propio apartamento y trabajó en una fábrica de equipo militar. Medio año más tarde, fue reclutado por el ejército. Practicaba con Cody los fines de semana y una vez fuera del ejército consiguió pequeños trabajos, como asistente de biblioteca, empleado de Volvo y jardinero.
A esa misma edad, Cody y Sköld hablaron con una compañía discográfica sueca que les permitió hacer un disco, el cual se podría utilizar como un demo para llegar al mercado estadounidense. Partiendo como Shylock, su determinación de pronto dio sus frutos con el nombre de Life.

## Shotgun Messiah
A principios de los años 80, Sköld y Cody formaron Kingpin, una banda de glam-hair metal en la misma ciudad de Skövde, inspirados por las bandas de Los Angeles que surgieron en ese tiempo, así como las bandas europeas Sigue Sigue Sputnik y Zodiac Mindwarp.
Iniciaron su carrera con un sencillo titulado Shout it Out (que alcanzó el puesto número 1 en Suecia) en 1987. Poco tiempo después seleccionaron al vocalista Zinny J. Zan y al baterista Stixx Galore. Kingpin lanzó su único álbum sueco Welcome To Bop City el año siguiente y luego se mudaron a Los Ángeles.
Firmado por Cliff Cultreri en Relativity Records, Kingpin cambió su nombre a Shotgun Messiah debido a que una banda con sede en San Francisco posee los derechos del nombre Kingpin, además de remezclar y volver a lanzar Welcome To Bop City como un álbum homónimo, lanzado como debut internacional en 1989.
Después de tener éxitos de MTV como Don't Care 'Bout Nothin y Shout It Out, mientras la banda estaba en proceso de hacer un seguimiento de su álbum debut homónimo, Zan fue despedido. Contrataron a un nuevo bajista, Bobby Lycon, de la ciudad de Nueva York y por sugerencia de Cody, Sköld cambió de bajista a la voz principal. Lanzaron Second Coming en 1991, que fue recibido con entusiasmo por los medios y fue su álbum más exitoso hasta la fecha. Dos sencillos fueron lanzados de ese álbum: Heartbreak Blvd. y Living Without You. 
Poco después, la banda siguió con un EP titulado I Want More, que contenía algunos covers de punk junto con canciones regrabadas de su álbum anterior I Want More, Babylon y una versión acústica de Nobody's Home. Después de este lanzamiento, Shotgun Messiah se redujo a dos miembros originales, Sköld y Cody, resultado de la salida de Stixx y Lycon.
Todavía bajo contrato con Relativity Records, Sköld y Cody decidieron regresar a Suecia para la grabación del tercer álbum de Shotgun Messiah Violent New Breed, que se inclinaba hacia el metal industrial. Fue lanzado en 1993 y ahora es considerado un clásico de culto debido a la incorporación «antes de tiempo» de influencias industriales. Sin embargo, en el momento del lanzamiento recibió críticas mixtas y la indiferencia pública continua, que finalmente convenció a los dos a terminar la banda, lo que llevó a Sköld a embarcarse en su proyecto en solitario.

## Sköld
Después de la separación de Shotgun Messiah, Sköld pasó a perseguir una carrera en solitario. Su álbum debut homónimo fue lanzado en 1996 por RCA; Tim escribió todas las canciones y tocó todos los instrumentos. El álbum fue coproducido por Scott Humphrey, y se hicieron muy pocas copias físicas; actualmente, sólo se puede encontrar el álbum digital en YouTube. 
Al promocionar su álbum debut, Sköld y el resto de la banda en vivo de Sköld realizaron una breve gira con Genitorturers. Algunas de las canciones del álbum de Sköld se usaron en películas como Disturbing Behavior (Hail Mary), Universal Soldier: The Return (Chaos) y el videojuego de PlayStation Twisted Metal 4 (Chaos). Durante su carrera en solitario, Sköld también proporcionó remezclas para varias bandas, como Prong, Nature y Drown. También conoció al frontman de KMFDM Sascha Konietzko durante su tiempo en el estudio.
Alrededor de 2002 Sköld registró un seguimiento de su álbum homónimo de 1996. Estas canciones nunca se lanzaron oficialmente. Sköld declaró en una entrevista con The Sychophant que había hecho una demo con diez copias físicas. La demo tenía diez canciones, seis de las cuales fueron filtradas en redes de intercambio de archivos sin el permiso de Sköld: Burn, Dead God, I Hate, Believe, The Point y Don't Pray. La demo se conoce como el EP Dead God, aunque Sköld dice que el título original era Disrupting the Orderly Routine of the Institution. La portada original se hizo con una impresora de inyección de tinta y fue el título escrito en letras con efecto de goteo. Esta demo se le dio a varios amigos que Sköld consideró confiables, pero sus canciones aparecieron en internet a causa de uno de ellos. Sköld dijo «alguien me sugirió que debería volver, terminarlo y lanzarlo. Y tal vez algún día, ¿quién sabe?». 
El 3 de noviembre de 2009 I Will Not Forget, A Dark Star y Bullets Ricochet se lanzaron en iTunes y Amazon como nuevos sencillos. También, ese noviembre, el sitio web oficial de Sköld anunció que lanzaría su segundo álbum en solitario a principios de 2010. Sin embargo, el álbum permaneció inédito en 2010. En enero de 2011, Metropolis Records anunció que lanzarían el nuevo disco y el sencillo en la primavera de 2011. El 10 de mayo de 2011 lanzó Anomie.
Originalmente anunciado el 17 de marzo de 2014, el álbum titulado The Undoing, que estaba programado para lanzarse en abril de 2014, se lanzó en 2016 cuando Sköld se reincorporó con Metropolis Records, luego de algunos problemas que surgieron con ese modelo. En apoyo de este álbum, comenzó The Undoing Tour en mayo de 2016 en el oeste de los Estados Unidos; la línea en vivo presentaba a Tiffany Lowe en los teclados y a Eli James en la batería. A esto le siguió una gira por Estados Unidos de América del Norte a finales del mismo año.

## KMFDM y MDFMK
Después de una corta carrera en solitario, Sköld se unió a KMFDM en 1997. Su primera participación con KMFDM fue en el álbum Symbols. Él escribió y cantó la canción Anarchy, que se convirtió en un éxito en los clubes y dio lugar a posteriores remezclas de la canción realizadas por otros artistas. Su siguiente álbum con KMFDM fue Adiós, lanzado el 20 de abril de 1999, el mismo día de la conocida masacre de Columbine; la banda, posteriormente, negó el hecho de que el álbum estuviese relacionado de cualquier forma con este incidente. Asimismo, Sköld tuvo un papel más destacado en la banda, no sólo como covocalista, coescritor y bajista, sino también como productor, ingeniero y programador junto con el fundador de KMFDM Sascha Konietzko.
Debido a la agitación dentro de la banda, Konietzko y Sköld terminaron KMFDM en 1999 y se reiniciaron como MDFMK al año siguiente. Lanzaron el álbum MDFMK en 2000 por Universal Records. La banda, incluyendo a Lucía Cifarelli, tomó un aspecto de sonido más «futurista», que contiene menos del rock industrial con el que KMFDM fue conocido y se agrega una mezcla de drum and bass, trance y europop, sobre todo en una producción inclinada hacia el electro. Su canción Missing Time fue utilizada en la película de animación Heavy Metal 2000.
En 2002 abandonó la banda debido al compromiso de producir The Golden Age of Grotesque de Marilyn Manson. Sköld no pudo unirse en 2002 a KMFDM Sturm & Drang tour; sin embargo, pudo hacer dos apariciones en los shows en junio. El 16 de diciembre de 2008 el sitio web de KMFDM anunció que Sköld y Konietzko lanzarían un álbum juntos, titulado Sköld VS. KMFDM. El álbum fue lanzado el 24 de febrero de 2009.
Sköld hizo el trabajo de producción en el álbum de KMFDM Blitz lanzado el 24 de marzo de 2009.

## Marilyn Manson
Sköld empezó a participar con Marilyn Manson como productor para el sencillo Tainted Love, que aparece en la banda sonora de la comedia adolescente de 2001 Not Another Teen Movie.
Oficialmente se unió a Marilyn Manson en 2002 después de la salida del bajista Twiggy Ramirez. En ese momento, Sköld era bajista de la banda y también productor, editando, creando programación de batería, guitarra, teclados, acordeón, sintetización y bajo para el álbum..
Él es descrito por Manson como «el poder que la actitud lleva a un álbum».[cita requerida]
En 2004 salió a la venta Lest We Forget: The Best Of que produjo él, además de haber tocado la guitarra principal y cantado coros en la versión de Personal Jesus de la banda británica Depeche Mode, que fue lanzada como sencillo. Coincidiendo con el estreno 3D en octubre de 2006, Manson y Sköld contribuyeron con una versión de This Is Halloween de la banda sonora de The Nightmare Before Christmas.
Esta vez también vio el inicio de los trabajos del sexto álbum de estudio de Marilyn Manson titulado Eat Me, Drink Me. El álbum fue lanzado mundialmente el 5 de junio de 2007.
Sköld tocaba la guitarra en la banda de la gira mundial del 2007 Rape of the World, con Rob Holliday (exguitarrista y bajista de The Curve), Gary Numan, The Mission y The Prodigy a cargo del bajo.
El 9 de enero 2008 Marilyn Manson publicó un boletín de MySpace por el cual informó que Sköld había dejado la banda y el exbajista Twiggy Ramírez había vuelto a ocupar su lugar.

## Doctor Midnight & The Mercy Cult
En 2009 Sköld formó el supergrupo escandinavo Doctor Midnight & The Mercy Cult junto con Hank von Helvete.

## OhGr y Newlydeads
Sköld realizó un espectáculo como guitarrista de suplente con The Newlydeads de Taime Downe el 13 de diciembre de 2000 en el Pretty Ugly Club de Los Ángeles. Se unió a Ohgr en el bajo, un proyecto del vocalista de Skinny Puppy Nivek Ogre, para la gira en apoyo de su primer álbum, Welt, en 2001, aunque no aparece en el álbum.

## Motionless in White
En 2010 Skold colaboró con una remezcla de la canción Abigail en la edición de lujo del álbum Creatures, titulada Mallevs Maleficarvm haciendo referencia al libro alemán del mismo nombre, además de que también produjo dicho álbum.
Dos años más tarde, en 2012, trabajó como productor de los sencillos A-M-E-R-I-C-A, The Divine Infection, Sinematic, Hatefuck e Infamous e hizo la mezcla de lo que sería el álbum Infamous, segundo álbum de la banda que también produjo y que salió al público en noviembre de ese año. En 2014 volvió a colaborar con la banda, esta vez como escritor de los sencillos Death March, Everybody Sells Cocaine, Contemptress, Break The Cycle, Generation Lost y Dead as Fuck, además de ser el vocalista invitado para los coros de Death March.
Sköld estaba trabajando en lo que sería su próximo disco en solitario, titulado The Undoing, supuestamente listo para ser lanzado un año más tarde, pero debido a un contratiempo se lanzó en 2016. Final Dicvtm, el sencillo número 12 de Reincarnate, fue escrito originalmente para dicho álbum; Sköld ofreció la canción a la banda, ya que no llegó al corte final de su álbum. En respuesta, Chris Motionless aceptó de inmediato y Sköld tuvo una participación en la canción como cantante. Asimismo, tocó la guitarra en la versión acústica de Sinematic en la versión de lujo del álbum y participó en un par de presentaciones en vivo en 2013.

## Estilo musical
Sköld ha interpretado muchos géneros musicales diferentes desde el inicio de su carrera como hard rock y glam metal con los dos primeros grupos a los que perteneció: Kingpin y Shotgun Messiah (ambos en realidad son el mismo grupo con diferentes nombres); con estos grupos terminó tocando glam metal. Después, al incorporarse a la banda alemana KMFDM, realizó rock industrial, metal industrial, electro-industrial y tecno; con la separación de Sköld del grupo alemán, formó como proyecto alterno al grupo SMDFMK junto con su excompañero Konietzko, con el que realizaron directamente rock industrial; posteriormente, con los estadounidenses The Newlydeads, volvió a tocar rock industrial, y después, con el grupo ohGr, realizó música electrónica, con géneros industriales como IDM y electro-industrial. En 2001 empezó a colaborar como productor para el músico Brian Warner y su banda Marilyn Manson, incorporándose posteriormente como integrante, donde realizó metal industrial y metal alternativo; años después formaría el supergrupo escandinavo Doctor Midnight & The Mercy Cult, donde interpretó heavy metal y hard rock con un toque de rock gótico. Finalmente, en la actualidad, se encuentra como miembro de la banda americana Psyclon Nine junto con su líder Nero Bellum, donde realiza agrotech y metal industrial, a la par de un proyecto paralelo que Sköld y Nero crearon en 2019 llamado Not My God, donde experimentan con géneros como el electro-industrial y el dark electro. 
El estilo predominante en los trabajos de Sköld en solitario es rock industrial.

## Equipamiento
A lo largo de su carrera, Sköld ha usado varios instrumentos diferentes y equipos de distintos fabricantes. He aquí una lista de equipos notables: 

### Guitarras y bajos
- Gibson Les Paul - Acabado Negro
- Gibson Firebird V - acabado blanco crema
- Gibson Firebird V - Acabado Negro
- Gibson Firebird VII - acabado rojo
- Roland G-707 guitarra sintetizador
- Gretsch Broadkaster G6119B bajo - Acabado Negro
- Gretsch Broadkaster G6119B bajo - acabado rojo
- Gretsch Broadkaster G6119B (Custom) bajo - acabado de bambú
- Contrabajo Rey - blanco con negro llamas
- Contrabajo Rey - Madera
- Cuerdas D'Addario XL
- Púas Dunlop Tortex

### Efectos
- Dunlop Cry Baby Bass Wah Wah
- Dunlop MXR M-103 Blue Box
- BOSS GT-6
- BOSS GT-6B Unidad de efectos múltiples

- Dunlop MXR Pedal Smart Gate
- Dunlop MXR 10 Band EQ
- Dunlop MXR GT-OD Overdrive
- Dunlop MXR Distortion III

### Amplificadores
- Ampeg SVT-4PRO Head
- Ampeg SVT-810E Cabina
- Blankenship Variplex (2)
- Amplificadores Marshall
- BIAS MINI

## Discografía

### Kingpin
- Shout it Out (1987)
- Welcome to Bop City (1988)

### Shotgun Messiah
- Shotgun Messiah (1989)
- Shout It Out  (1989)
- Don't Care 'bout Nothin (1990)
- Second Coming (October 22, 1991)
- Heartbreak Blvd (1991)
- Red Hot (1991)
- Living Without You (1992)
- I Want More (1992)
- Violent New Breed (1993)
- Enemy in Me (1993)
- Violent New Breed (1993)

### Skold
- Skold (1996)
- Neverland (1996) (EP)
- Dead God (2002) (promo EP)
- I Will Not Forget (2009) (sencillo)
- A Dark Star (2009) (sencillo)
- Bullets Ricochet (2009) (sencillo)
- Suck (2011) (Single)
- Anomie (2011)[4]
- The Undoing (2016)
- Dies Irae (2021)

### KMFDM
- Symbols (1997)
- Megalomaniac (1998)
- Adiós (1999)
- Boots (2002)
- Attak (2002)
- Blitz (2009)

### MDFMK
- MDFMK (2000)

### Marilyn Manson
- Tainted Love (2001)
- The Golden Age of Grotesque (2003)
- Lest We Forget: The Best of (2004)
- Eat Me, Drink Me (2007)

### Skold vs. KMFDM
- Skold vs. KMFDM (2009)

### Doctor Midnight and the Mercy Cult
- (Don't) Waste It (2011)
- I Declare: Treason (2011)

### Motionless In White
- Mallevs Maleficarvm (remezcla) (2010)
- Infamous (producción) (2012)
- Reincarnate (producción) (2014)
- Final Dictvm (producción) (2014)

### Aesthetic Perfection
- Imperfect (2013)

## Filmografía
- Doppelherz (2003)
- Better the Devil (2016)